# (4481) Herbelin
(4481) Herbelin – planetoida z pasa głównego asteroid okrążająca Słońce w ciągu 3 lat i 212 dni w średniej odległości 2,34 j.a. Została odkryta 14 września 1985 roku w Lowell Observatory (Anderson Mesa Station) przez Edwarda Bowella. Nazwa planetoidy pochodzi od Claude’a Herbelina (ur. 1931), specjalisty do spraw telekomunikacji. Przed jej nadaniem planetoida nosiła oznaczenie tymczasowe (4481) 1985 RR.